# Kanton Bry-sur-Marne

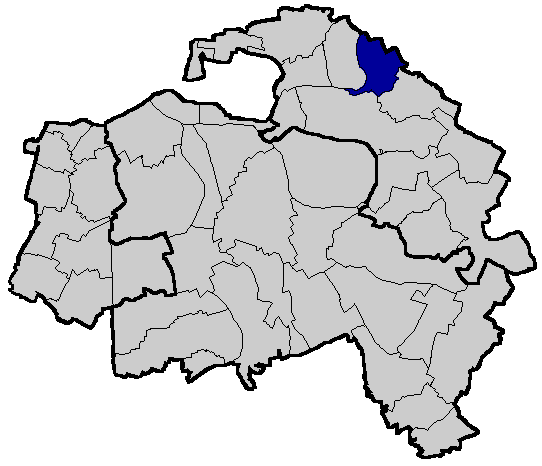
Locatie van Bry-sur-Marne in het departement Val-de-Marne

Bry-sur-Marne is een voormalig kanton in het Franse arrondissement Nogent-sur-Marne in het departement Val-de-Marne in de regio Île-de-France.
Het kanton was 3,35 km² groot en had 15.066 inwoners en een bevolkingsdichtheid van 4 497 inw./km².
Het werd opgeheven bij decreet van 17 februari 2014 met uitwerking in maart 2015.

## Gemeenten
Het kanton Bry-sur-Marne omvatte de volgende gemeenten:
- Bry-sur-Marne (hoofdplaats)
- Champigny-sur-Marne (deels)